# Eyvind Getz
Eyvind Getz (1888. június 18. – 1956. augusztus 29.) német származású norvég politikus és jogász. 

## Élete
A jogász Bernhard Getz (1850–1901) fiaként született. Dédapja Németországból vándorolt ki Norvégiába. 1932 és 1934 közt Oslo polgármestere volt.